# Fritz London
Pour les articles homonymes, voir London.
Fritz Wolfgang London (7 mars 1900 – 30 mars 1954) est un physicien théoricien allemand et américain connu pour son application de la mécanique quantique aux problèmes chimiques. Les forces de London ont été ainsi baptisées en son honneur et celui de son frère Heinz London qui furent les premiers à donner leur formulation mathématique.

## Biographie
London naquit à Breslau en Allemagne (aujourd'hui Wrocław en Pologne). Après l'adoption des lois de Nuremberg par le gouvernement de l'Allemagne nazie, il perd son poste à l'université de Berlin. Il occupe des postes d'invité à l'université d'Oxford et ensuite au Collège de France, et enfin émigre aux États-Unis en 1939 et devient professeur à l'université Duke à Durham, en Caroline de Nord. Il demeure à Durham où il devient citoyen américain en 1945 et meurt en 1954. En 1953 il reçoit la médaille Lorentz de la Société néerlandaise royale des arts et des sciences.

## Contributions scientifiques
En 1927 il publia avec Walter Heitler la première description de la liaison covalente chimique selon la mécanique quantique, en se servant de l'équation de Schrödinger proposée l'année précédente, ainsi que le principe d'exclusion de Pauli qui exprime l'identité des électrons et l'antisymétrie de la fonction d'onde globale par rapport à l'échange de deux électrons. Leur théorie fournit un estimé de l'énergie de liaison de la molécule la plus simple, H2, et alors rend quantitative la notion de Lewis de liaison covalente comme partage d'une paire d'électrons. 
Il décrit en premier aussi les forces intermoléculaires. Il proposa le terme « effet de dispersion » (aujourd'hui « forces de dispersion de London » ou FDL) pour l'attraction entre deux atomes de gaz rares à grande distance (de l'ordre de 10 Å) l'un de l'autre. En 1930 il publia (avec R. Eisenschitz) une théorie unifiée de l'interaction entre deux atomes de gaz rares, interaction attractive à grande distance mais répulsive à courte distance. Selon London l'attraction est due aux forces entre les dipôles instantanés des deux atomes, tandis que la répulsion à courte distance est conséquence du principe d'exclusion de Pauli qui empêche les électrons des deux atomes d'occuper le même espace.
Pour les atomes et les molécules apolaires, les forces de dispersion de London sont les seules forces intermoléculaires, et sont alors responsables de l'existence de ces substances sous forme liquide et solide. Pour les molécules polaires, ces forces font partie des forces de van der Waals ainsi que les forces entre les moments dipolaires moléculaires permanents.
En plus London proposa en premier que la superfluidité de l'hélium liquide est conséquence de la condensation de Bose-Einstein.